# Niki de Saint Phalle
Niki de Saint Phalle, pseudonimo di Catherine-Marie-Agnès Fal de Saint Phalle (Neuilly-sur-Seine, 29 ottobre 1930 – San Diego, 21 maggio 2002), è stata una pittrice, scultrice, regista e realizzatrice di plastici francese.

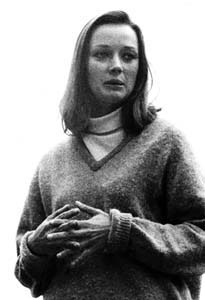
Niki de Saint Phalle, foto del 1964 di Erling Mandelmann

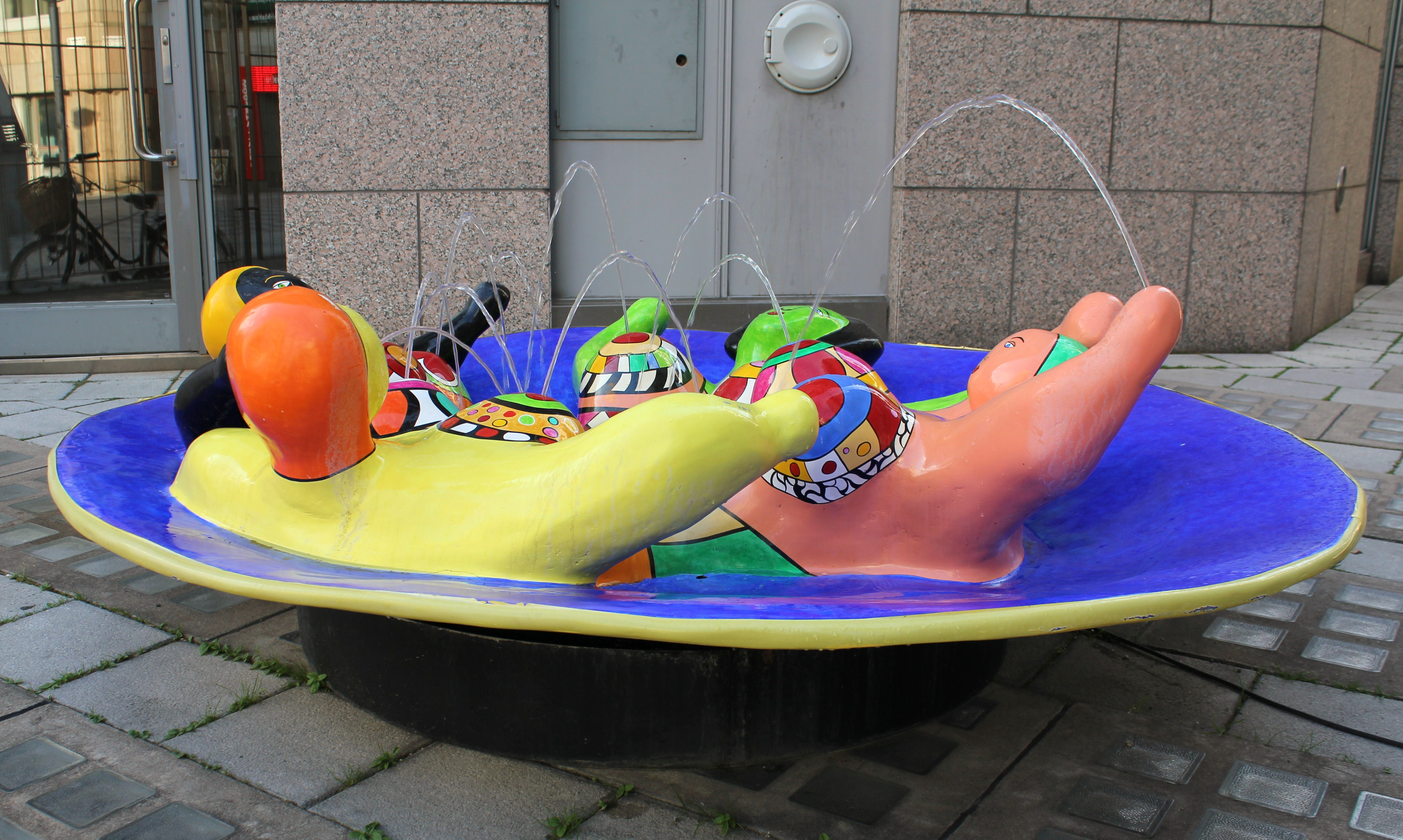

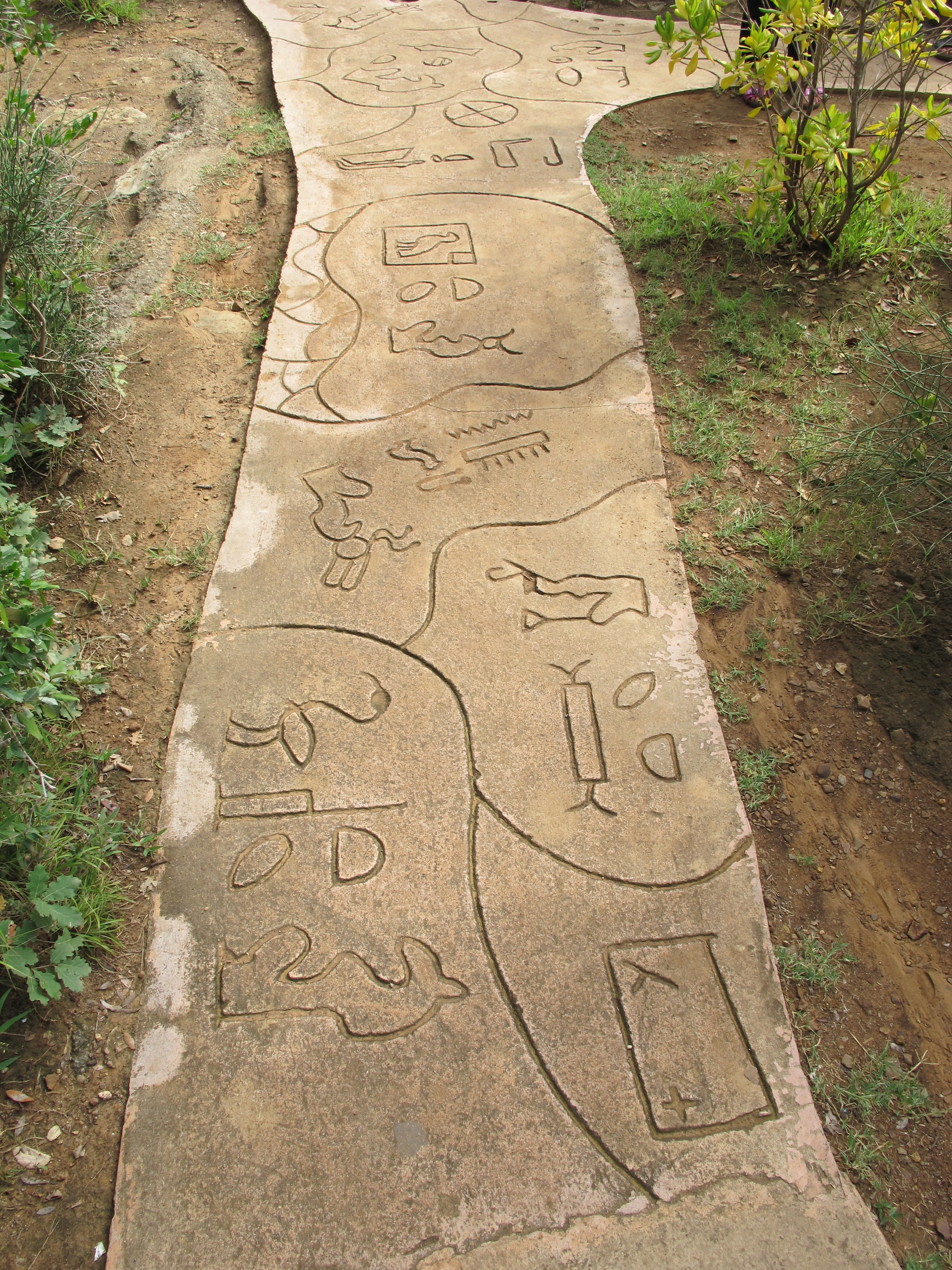
Geroglifici su un vialetto di cemento del giardino dei Tarocchi

È ricordata soprattutto per le sue grandi e colorate sculture femminili, chiamate Nanas.

## Biografia

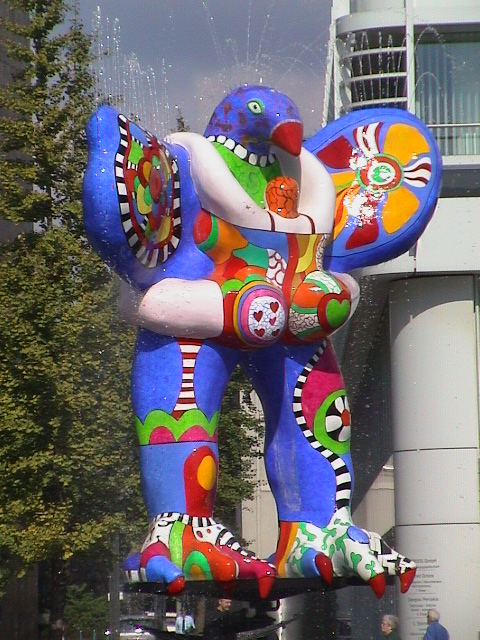
Fonte Lifesaver in Duisburg, Germania

Niki de Saint Phalle nasce a Neuilly-sur-Seine, in Francia, nel 1930, seconda di cinque figli di Jeanne Jacqueline Harper (attrice statunitense) e André Marie Fal de Saint Phalle (banchiere francese). L'attività finanziaria di famiglia subisce la crisi del 1929 e porterà l'intera famiglia a trasferirsi a New York nel 1937. Niki studia presso scuole cattoliche e pubbliche: il suo carattere ribelle la porta a cambiare spesso scuola. La vita negli Stati Uniti si alterna, per Niki, con le vacanze estive presso i nonni al castello Fillerval in Francia. La doppia nazionalità contribuirà a farne una cittadina del mondo, poliglotta e legata ad amicizie internazionali. All'età di 11 anni il padre abusa di lei (dopo decenni l'esperienza traumatica diventerà oggetto di un libro illustrato pubblicato dall'artista nel 1994).
Dal 1948 si manifestano chiaramente le inclinazioni artistiche di Niki. La prima tappa della sua carriera si esprime nella letteratura. In seguito studia teatro e sogna di diventare attrice. In questo periodo posa come fotomodella per le riviste Vogue e Life, quindi si rivolge, incoraggiata da Hugh Weiss, al mondo del cinema.
Nel 1950 sposa lo scrittore Harry Mathews con cui avrà due figli, Laura (1951) e Philip (1954). Mathews studia musica e Niki comincia a dipingere. Per qualche tempo i due vivono nel Massachusetts. Nel 1952 si trasferiscono a Parigi, dove Niki si dedica al teatro e Mathews alla musica. A seguito di una grave crisi nervosa Niki viene ricoverata in ospedale a Nizza e scopre nella pittura la sua terapia e da qui decide di dedicarvisi completamente.

## ITiri
La sua prima personale si effettua nel 1956 a San Gallo, in Svizzera, dove conosce Jean Tinguely ed Eva Aeppli. Nel 1960 Niki si separa dal marito e inizia a condividere con Tinguely uno studio a Parigi. Nei primi anni sessanta realizza i Tiri o Shooting paintings: una serie di azioni durante le quali il pubblico o l'artista stessa spara con la carabina su dei rilievi di gesso nei quali si trovano dei sacchetti di pittura, che esplodono al momento dell'impatto. Grazie alla mostra del 1961 al Musée d'Art Moderne de la Ville de Paris Comparaison: Peinture-sculptureœ, a cui è invitata da Jean Tinguely e Daniel Spoerri con l'opera Hors d'œuvre e Saint-Sébastien or Portrait of my Lover e agli spettacoli-arte dei Tiri comincia a diventare nota ed entra a far parte, unica donna, del gruppo dei Nouveaux réalistes.
Partecipa con Robert Rauschenberg, Jasper Johns e Jean Tinguely al concerto Variations Il di John Cage che si tiene presso l'ambasciata degli Stati Uniti a Parigi. In molti di questi dipinti era tracciata una sagoma di figura maschile. L'artista infatti attribuiva a tali spari una funzione terapeutica e anche di vendetta nei confronti soprattutto del padre, accusato dalla De Saint Phalle di aver abusato di lei all'età di undici anni..

## LeNana

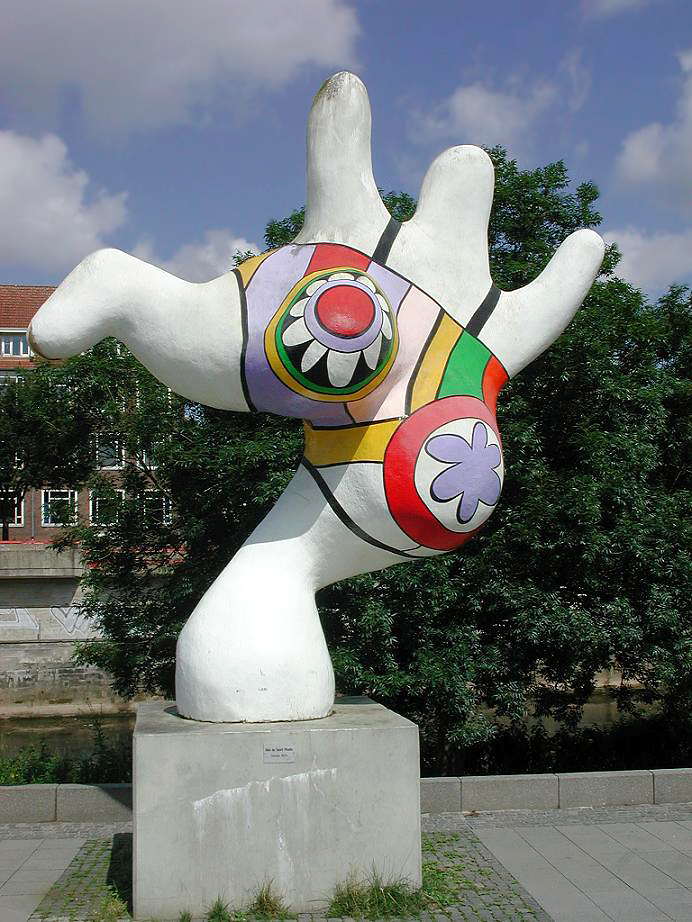
Nana, Hannover

Nel 1963 Niki si trasferisce con Tinguely a Soisy-sur-École, nelle vicinanze di Parigi. A partire dal 1965 esplora la rappresentazione artistica femminile e realizza delle figure a grandezza naturale. Queste opere prendono progressivamente consistenza diventando le Nana.
Tra giugno e settembre 1966, per il Moderna Museet di Stoccolma, con il supporto di Jean Tinguely e di Per Olof Ultvedt, realizza Hon/Elle, una gigantesca Nana incinta di 28 metri di lunghezza, 6 metri di altezza e 9 metri di larghezza, stesa sul dorso come in procinto di partorire. Nel seno sinistro dell'opera viene installato un piccolo planetario mentre nel seno destro si trova un bar. I visitatori possono entrare nell'opera passando per la vagina e ciò suscita roventi polemiche.

## La collaborazione con Jean Tinguely
Rotto ormai da anni il rapporto con il marito, Niki divorzia e sposa, il 13 luglio 1971, Jean Tinguely, che a sua volta ha divorziato dalla precedente moglie, la pittrice Eva Aeppli.
Dalla loro unione, anche artistica, scaturiscono opere eccezionali ed originali come il Ciclope di Milly-la-Forêt, la fontana Stravinsky di Parigi, la fontana di Château-Chinon ed il Giardino dei Tarocchi di Garavicchio realizzato grazie alla concessione di un terreno da parte di Carlo e Nicola Caracciolo.
Successivamente realizza Il Paradiso Fantastico, un gruppo di nove sculture con il contributo di Jean Tinguely per l'Expo del 1967 di Montréal.

## Il Giardino dei Tarocchi
Niki, con l'aiuto del marito, realizza a Garavicchio, presso Capalbio (GR) in Toscana, a partire dal 1979, il Giardino dei Tarocchi, opera ispirata al Parco Güell di Gaudí a Barcellona. Si tratta di un gruppo di ventidue sculture monumentali alcune delle quali sono abitabili, ispirate agli arcani maggiori dei Tarocchi, costruite in cemento armato e ricoperte da un mosaico di specchi, vetri e ceramiche colorate. Per finanziare il Giardino dei Tarocchi lancia una linea di profumi.
Tra le sue opere più tardive la Fontana Igor Stravinski (o Fontaine des automates) eseguita nella piazza del Centre Pompidou a Parigi.
Partecipa attivamente alla campagna contro l'AIDS e in collaborazione con il professor Silvio Barandun scrive ed illustra un libro, AlDS: You Can't Catch it Holding Hands, tradotto in cinque lingue.
L'artista si trasferisce in California, dove realizza un gruppo di otto serigrafie intitolato Diario Californiano. Lavora con l'architetto Mario Botta sul progetto della costruzione di un'Arca di Noè monumentale per la città di Gerusalemme.
Scrive e realizza il suo primo film, Daddy, in collaborazione con Peter Whitehead e successivamente Camelia e il Drago e Un sogno più lungo della notte.
Muore nel 2002 per una malattia respiratoria.
Nel 2006 la cittadina di Capalbio, dopo averle conferito qualche anno prima la cittadinanza onoraria, organizza la prima mostra sulla storia del Giardino dei Tarocchi con documenti inediti.
Nel 2014 le fu dedicata una grande esposizione al Grand Palais di Parigi (17 settembre 2014 - 2 febbraio 2015), dove, fra gli altri filmati originali riguardanti l'artista, furono proiettati anche quelli che mostravano i celebri Tiri.
Nel 2021 si è svolta al MoMA di New York un'esposizione presentata in due diversi spazi, Niki de Saint Phalle: Structures for Life presso il MoMAPS1 e Niki de Saint Phalle: Joy Revolution presso il Salon94, dove sono stati esposti oltre 200 lavori dell'artista.

## Opere esposte in luoghi pubblici
Molte delle sculture di Niki de Saint Phalle sono di grandi dimensioni e alcune sono esposte in luoghi pubblici. Tra queste:
- (1982) La Fontana Stravinsky vicino al Centro Pompidou, Parigi, contiene anche opere di Jean Tinguely
- La fontana Château-Chinon, a Château-Chinon, Nièvre. In collaborazione con Jean Tinguely.
- L'Angelo Protettore realizzato per le Ferrovie Federali Svizzere nella stazione ferroviaria di Zurigo
- (1974) Nanas, lungo la Leibnizufer a Hannover
- (1983) Queen Califia's Magic Circle: giardino di sculture nel parco Kit Carson, Escondido, California[7]
- Sun God: scultura monumentale presso il campus della University of California, San Diego parte della Stuart Collection
- La Luna scultura presso la Brea Mall a Brea, California
- Coming Together a San Diego[8]
- Grotto nel giardino Herrenhäuser ad Hannover, Germania[9]
- Il Ciclope: scultura monumentale in collaborazione con Jean Tinguely, a Milly-La-Forêt, Francia[10]
- Golem: mostro-scultura per bambini nel parco Rabinovitch a Gerusalemme[11]
- Noah's Ark: parco di sculture realizzato insieme all'architetto Svizzero Mario Botta a Gerusalemme[12]
- Lebensretter-Brunnen / Lifesaver Fountain a Duisburg, Germania
- Nana-Fontaine a Capalbio, Italia, allestimento curato dall'architetto Roberto Aureli.
- (1992) La Temperanza/La Tempérance misura 467x290x200cm ed è esposta presso Hamilius, Boulevard Royal a Lussemburgo[13]
- L'oiseau: Cenotafio di Jean-Jacques; cimitero di Montparnasse a Parigi (XVII div.).
- Le chat: tomba di Richard Menon (1952-1989), amico e collaboratore dell'artista. Cimitero di Montparnasse a Parigi (VI div.).

## Videografia
- Niki de Saint Phalle. La visione di un architetto - documentario (2014, 52'), regia di Anne Julien e Louise Faure (realizzato per la mostra su Niki de Saint Phalle ospitata dal Grand Palais di Parigi dal 17 settembre 2014 al 2 febbraio 2015 e vincitore, nel 2014, della sezione Arte di Conversazioni Video - Festival Internazionale di documentari su Arte e Architettura di Roma).
- Niki film biografico del 2024, diretto dalla regista Céline Sallette. Il suo ruolo è interpretato dall'attrice Charlotte Le Bon.[14]